# Moritz Karl Ernst von Prittwitz

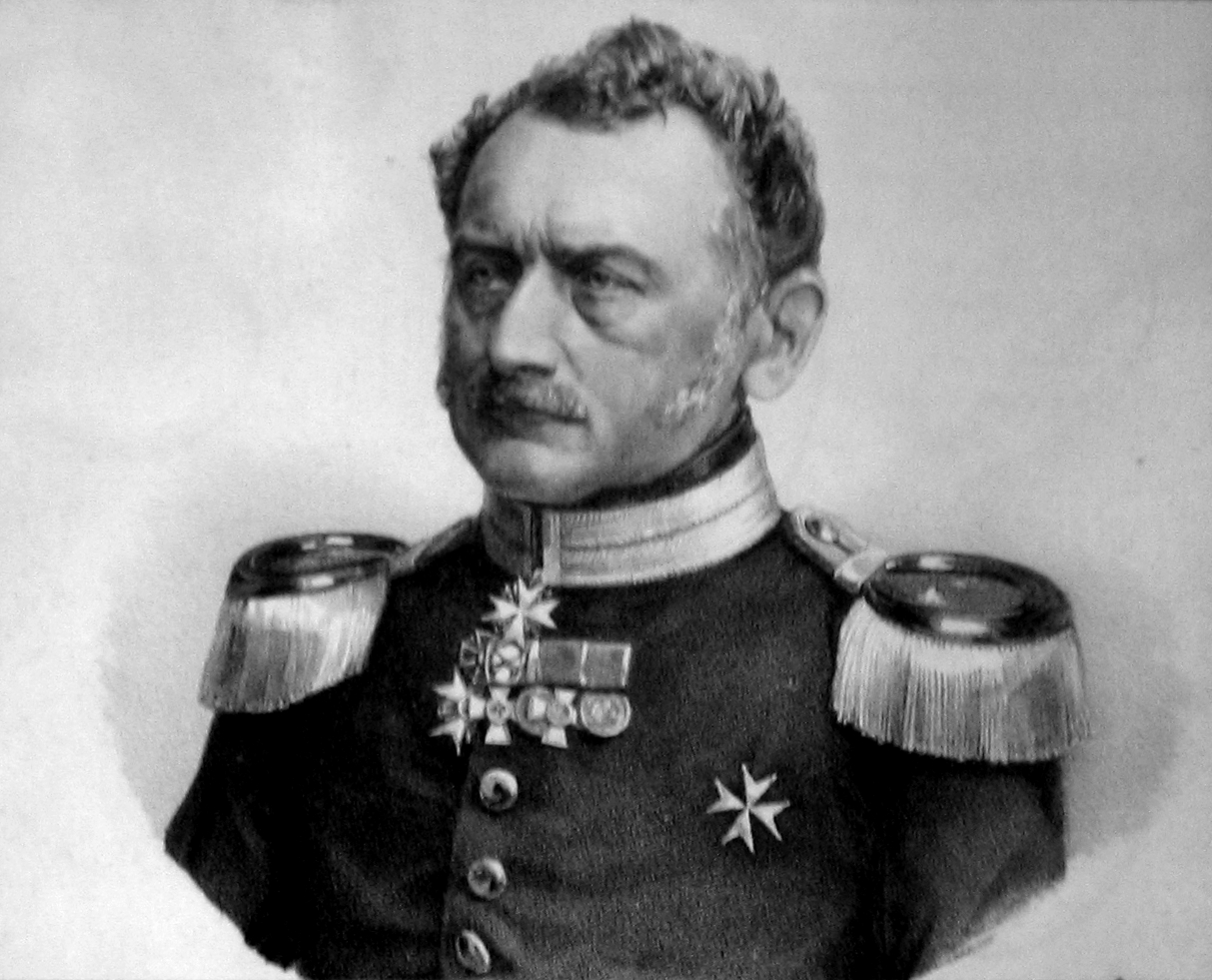
Moritz von Prittwitz.

Moritz Karl Ernst von Prittwitz und Gaffron, född den 9 februari 1795 i Kreisewitz, död den 21 oktober 1885 i Berlin, var en preussisk general.
von Prittwitz blev 1828 fästningsbyggnadsdirektör i Posen och ledde sedan 1841 byggandet av fästningarna Ulm och Rastatt, blev 1853 generalmajor, 1858 generallöjtnant och 1860 andre generalinspektör över ingenjörkåren och fästningarna. Han tog 1863 avsked, men var under 1870–1871 års krig guvernör i Ulm. von Prittwitz var grundläggare av den så kallade nypreussiska riktningen inom fästningsbyggnadskonsten. Han utgav bland annat Lehrbuch der Befestigungskunst und des Festungskrieges.